# Відьмине кільце

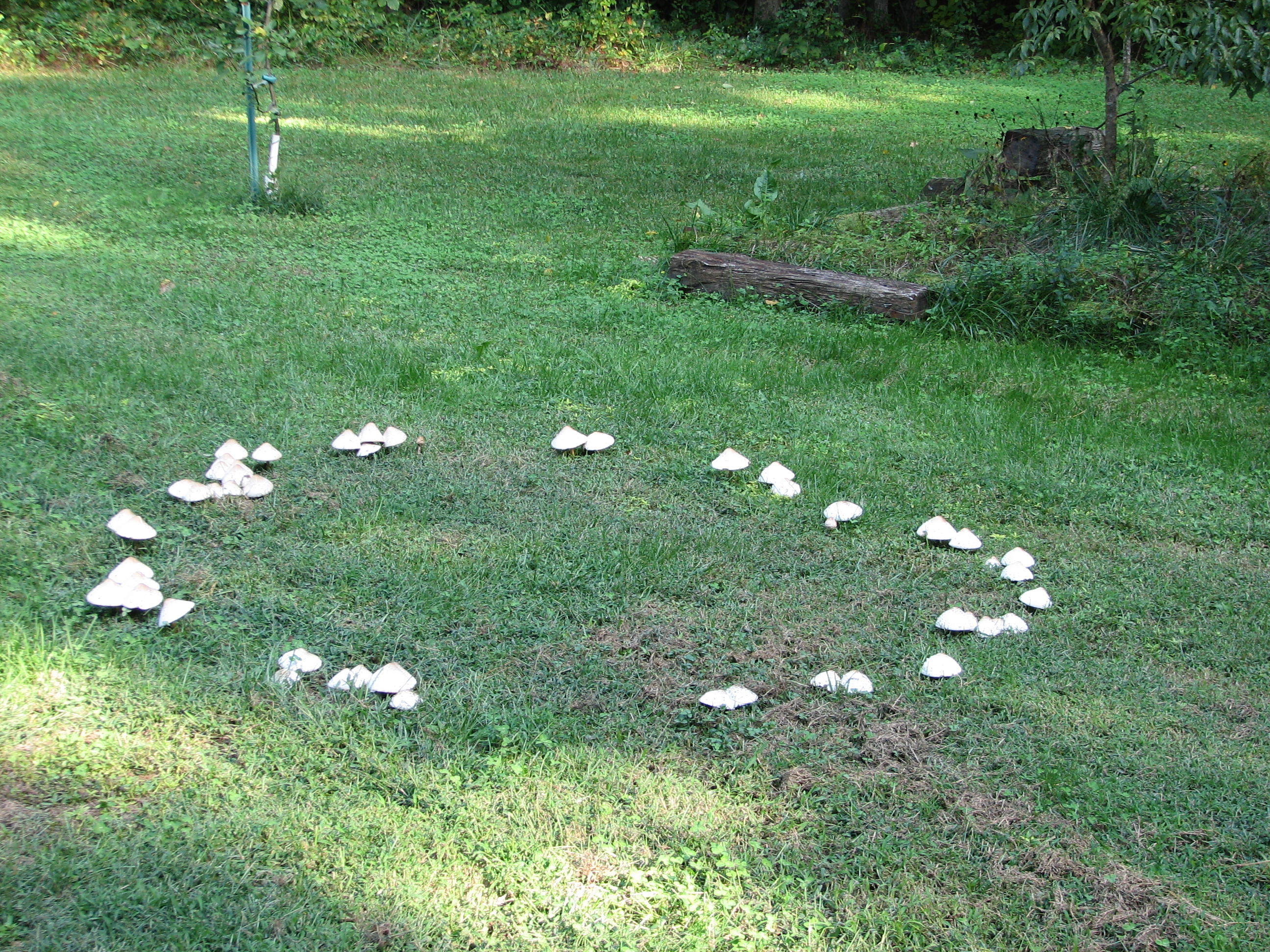
Відьмине кільце на газоні

Відьмине кільце — в багатьох культурах народна назва групи плодових тіл грибів, що росте по колу в міру розповсюдження грибниці. Переважно поширені в лісах, але зустрічаються й на трав'янистих рівнинах.

## Назва
В англійській мові подібні утворення називають «кільцем фей» (англ. fairy ring), у французькій — «кільце чаклунів» (фр. ronds de sorciers), у німецькій — «відьмине кільце» (нім. Hexenringe).

## Біологія

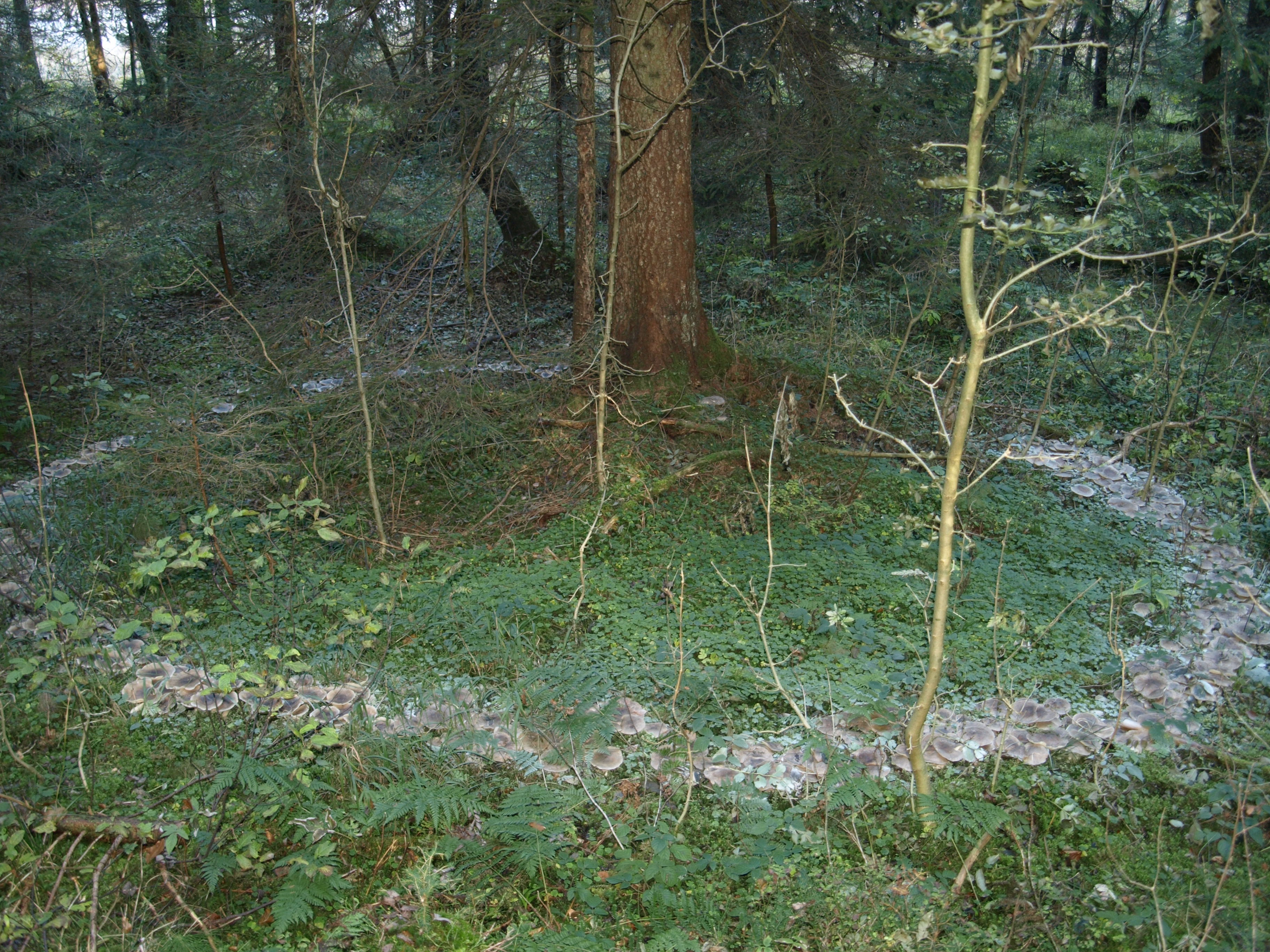
Щільне кільце грибів виду Клітоцибе сірий

### Утворення
Утворюються в міру розповсюдження грибниці від центру проростання у пошуках поживних речовин під землею. Міцелій грибів, що росте в землі, поглинає поживні речовини за допомогою секреції ферментів на кінчиках гіфів (тонких волокон, що утворюють міцелій). Він поділяє великі молекули в ґрунті на менші молекули, які потім поглинаються через стінки гіфів в безпосередній близькості до кінчиків, що ростуть. Міцелій поширюється від центру в усі сторони по колу, і коли поживні речовини в центрі вичерпуються, центр міцелію гине, таким чином утворюється живе кільце, з якого і виростає кільце плодових тіл.
Кільця зазвичай мають діаметр від 15 см до 60 м. Зростають у ґрунтах із кислотністю 5.1-7.9 pH. Зустрічаються як у лісах так і на пасовищах та луках. Зіткнувшись із перепоною, наприклад, каменем, кільце розривається і продовжує розширюватись як дуга. Якщо два кільця зустрічаються, в місці контакту ріст міцелію припиняється.

### Типи
Існують два загальновизнані різновиди грибних відьминих кілець. Ті, що знаходяться в лісі, називаються прив'язані, тому що вони утворені мікоризальними грибами, що живуть у симбіозі з деревами. Відьмині кільця, що ростуть у луках, називаються вільними, тому що вони ніяк не залежать від інших організмів. Їх утворюють сапротрофічні гриби. Вплив на траву залежить від виду грибів. Так, якщо зростатиме Calvatia cyathiformis, трава в кільці ростиме інтенсивніше; однак, гриб клітоцибе величезний призведе до виснаження трави.

## Види грибів, що утворюють відьмині кільця

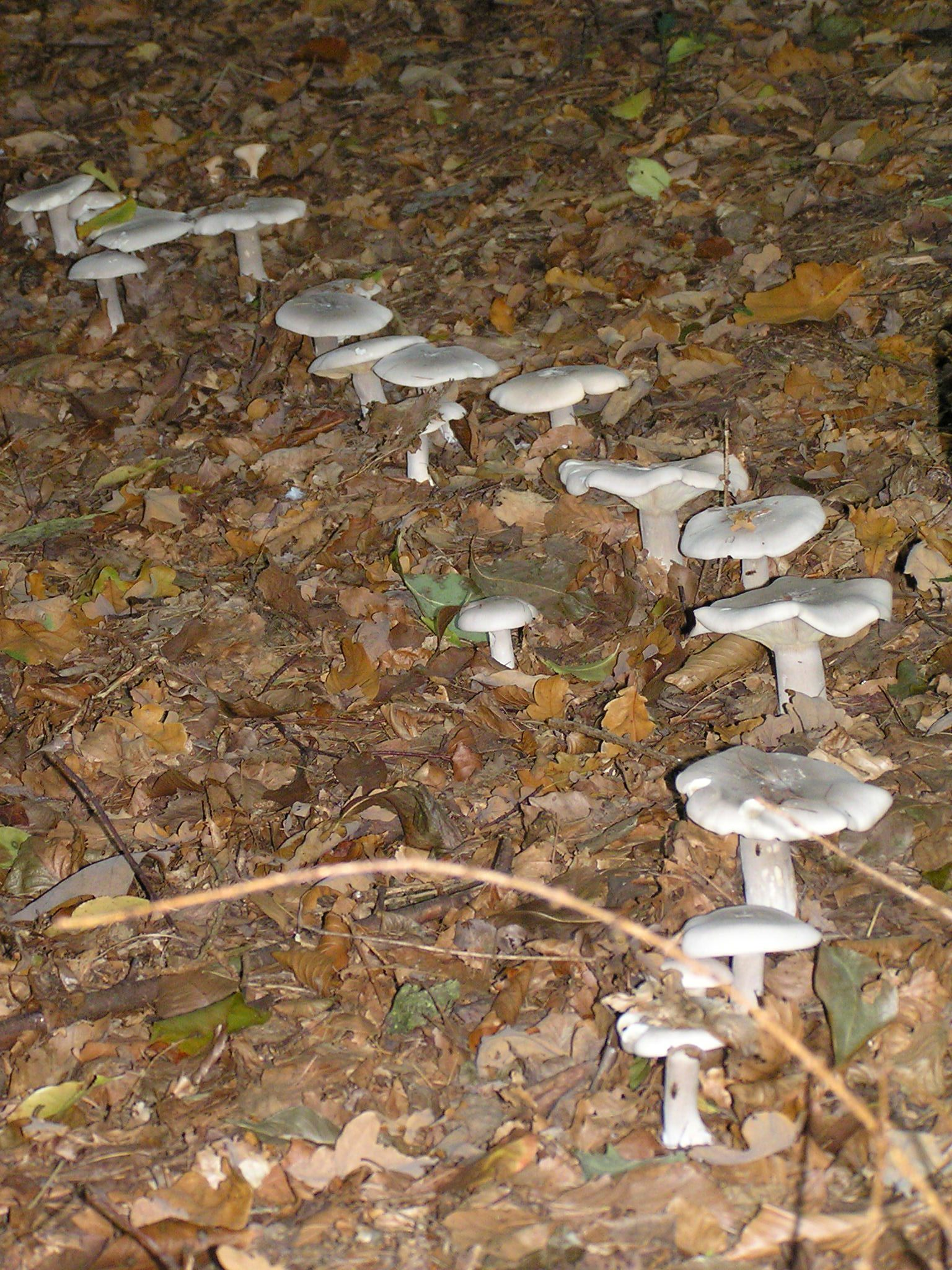
Частина кільця гриба виду Клітоцибе сірий

Існує близько 60 відомих видів грибів, які при рості можуть утворювати відьмині кільця. Найвідоміший серед них — це їстівний опеньок луговий (Marasmius oreades), в світі ще відомий як шотландський капелюшок.
Одним з найбільших відьминих кілець, коли-небудь знайдених, було скупчення грибів біля Бельфора у Франції. Утворене грибом Infundibulicybe geotropa, воно, як засвідчено, складало приблизно 600 м в діаметрі та мало вік 700 років. На півдні Англії, гриби виду рядовка травнева утворювали велетенські відьмині кільця віком декілька сотень років.

### Список видів
- Agaricus arvensis[8]
- Agaricus campestris[9]
- Agaricus praerimosus[5]
- Agrocybe praecox
- Amanita muscaria[10]
- Amanita phalloides
- Amanita rubescens
- Bovista dermoxantha[11]
- Calocybe gambosa[12]
- Calvatia cyathiformis[5]
- Calvatia gigantea[13]
- Cantharellus cibarius[14]
- Clitocybe dealbata[15]
- Clitocybe nebularis[16]
- Clitocybe nuda[17]
- Clitocybe rivulosa[15]
- Chlorophyllum molybdites
- Chlorophyllum rhacodes
- Cortinarius bellus[18]
- Cortinarius glaucopus[19]
- Cortinarius violaceus[20]
- Cyathus stercoreus[21]
- Disciseda subterranea[5]
- Entoloma sinuatum[22]
- Gomphus clavatus[23]
- Hygrophorus agathosmus [24]
- Hygrophorus pudorinus[25]
- Hygrophorus russula[26]
- Infundibulicybe geotropa[27]
- Lepista flaccida[28]
- Lepista sordida[29]
- Leucopaxillus giganteus [30]
- Lycoperdon curtisii[11]
- Lycoperdon gemmatum[5]
- Macrolepiota procera[13]
- Marasmius oreades[5]
- Sarcodon imbricatus[31]
- Suillus luteus[32]
- Tricholoma album[33]
- Tricholoma orirubens[34]
- Tricholoma pardinum[35]
- Tricholoma matsutake
- Tricholoma terreum[13]
- Tuber melanosporum[5]

## У міфології та фольклорі

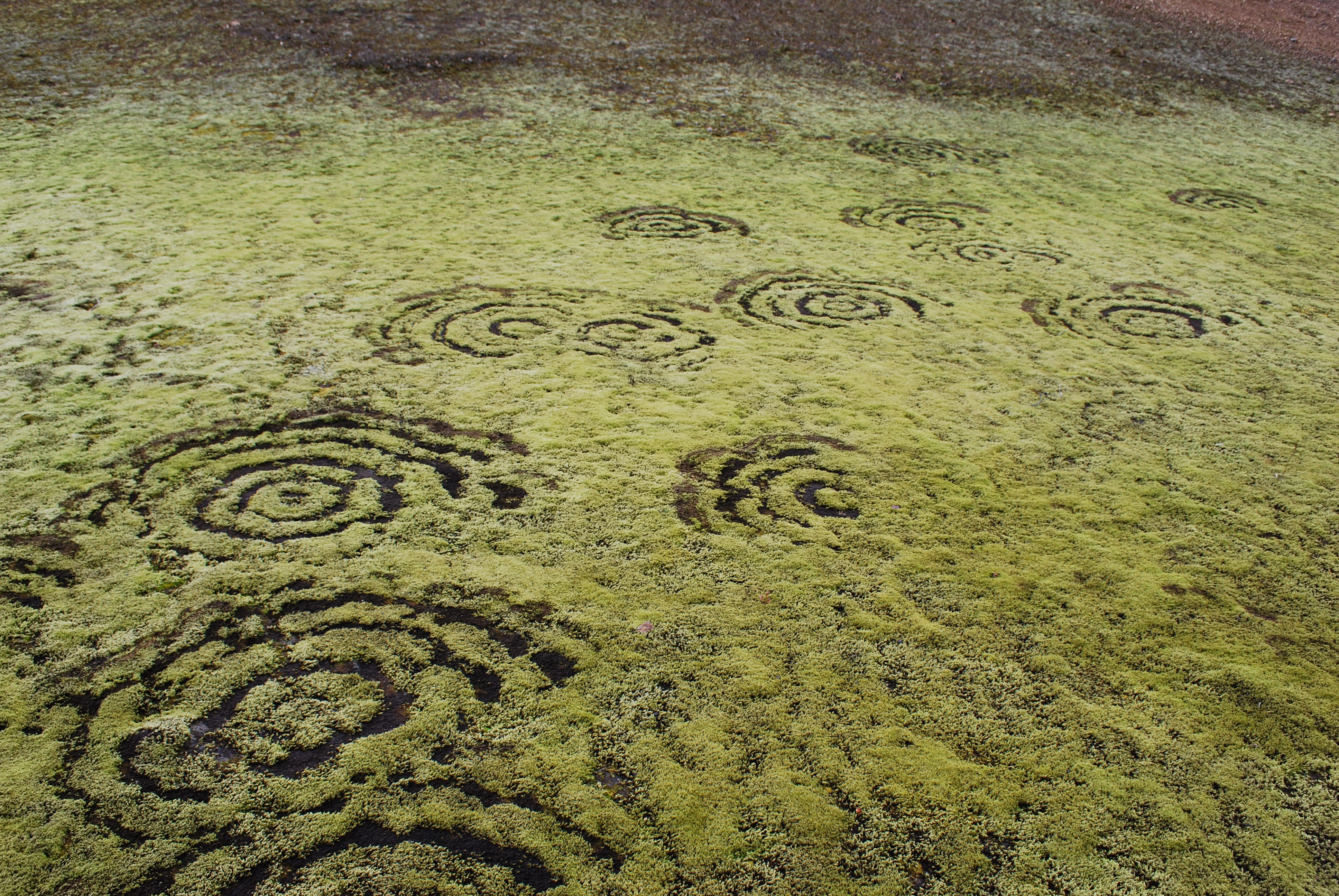
Відьомині кільця серед моху в Ісландії (видимі через поширення грибниці)

У міфології та фольклорі ці місця вважаються небезпечними. Західноєвропейські, зокрема англійські, скандинавські і кельтські традиції стверджують, що відьмині кільця з грибів утворюються в результаті танців ельфів або фей. Такі оповіді принаймні відносяться до середньовічного періоду; середньовічна англійська назва elferingewort («ельфійське кільце»), що означала дещо на кшталт «кільце з ромашок утворене танцюючими ельфами» з'являється ще в 12-му столітті. В своїй Історії Готів (1628), Олаф Магнус вказав на цей зв'язок, говорячи що кільця випалені в землі танцюючими ельфами.
У Німеччині вірили, що у цьому колі відьми танцюють на Вальпургієву ніч. У багатьох народів Європи заборонено заходити у ці кола. У Франції існує повір'я, що коло охороняє баньката жаба, яка проклинає кожного, хто туди заходить. Результатом прокляття може бути втрата очей. У фольклорі Тіроля, відьмині кільця пов'язували з казками про драконів; такі кільця створювали дракони своїм вогняним хвостом. На Філіппінах такі кільця пов'язували з існуванням крихітних духів.

## Галерея

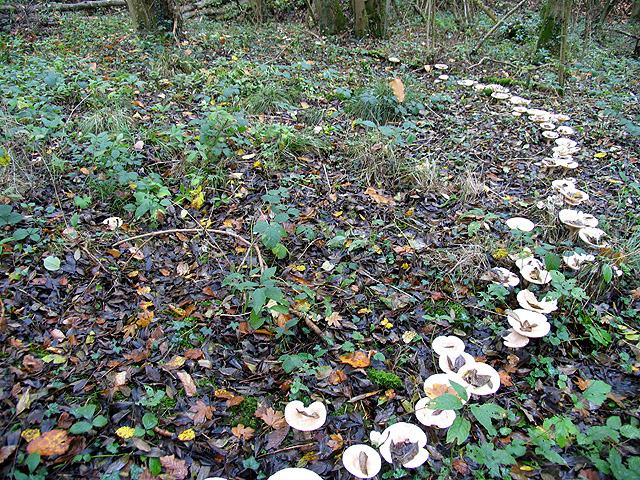
Кільце в лісі
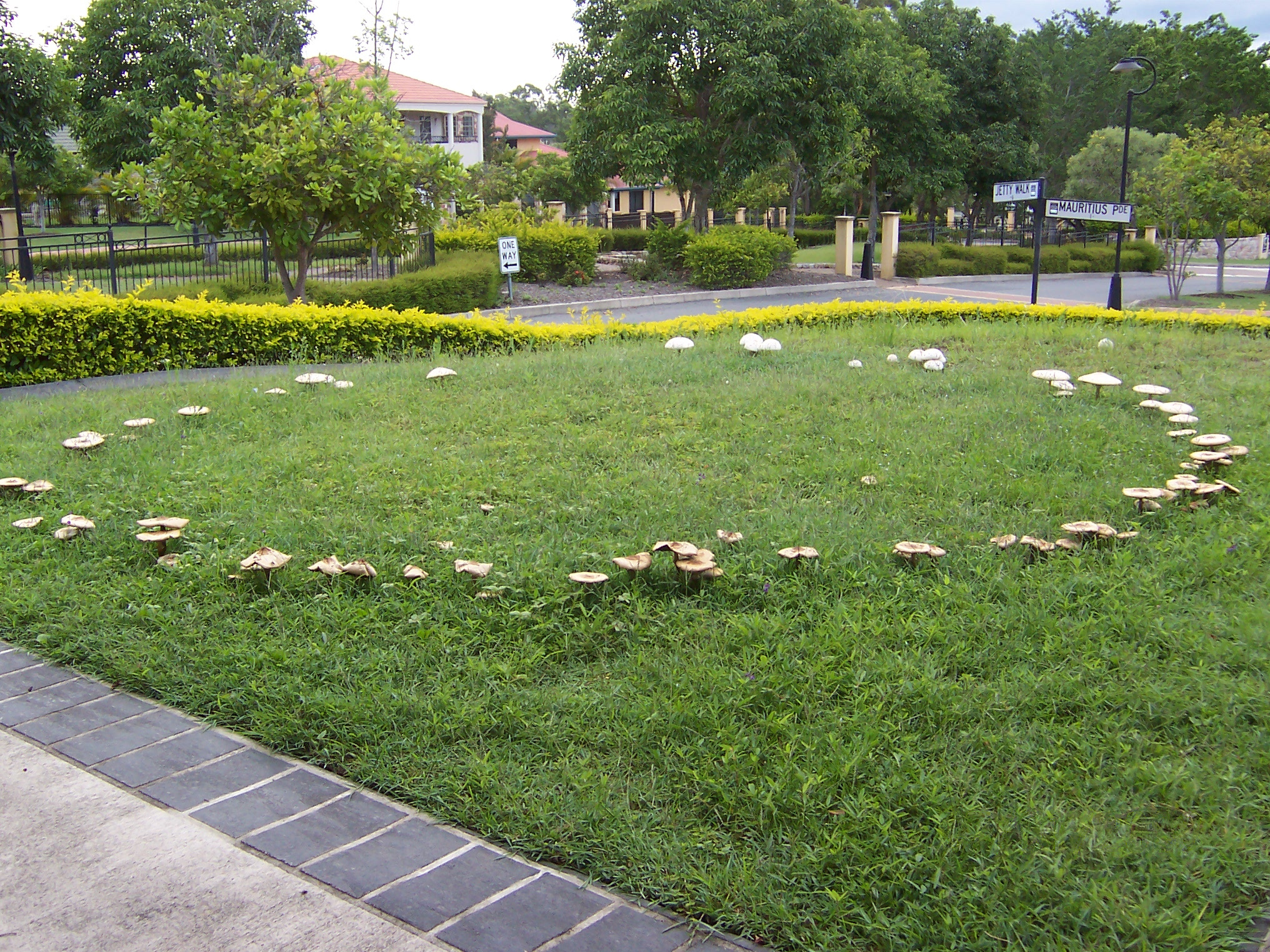
Кільце на газоні
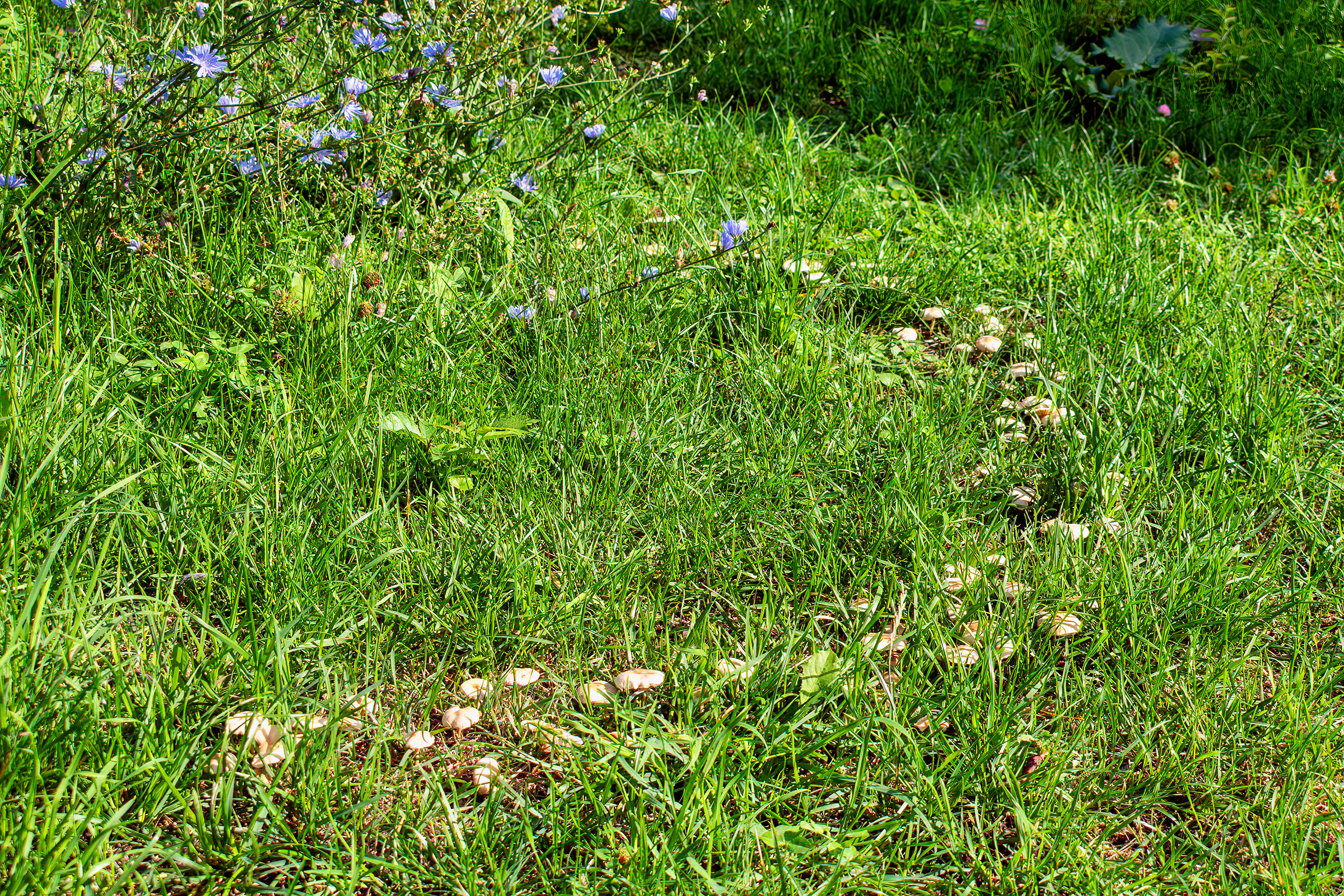
Напівкільце серед польових трав
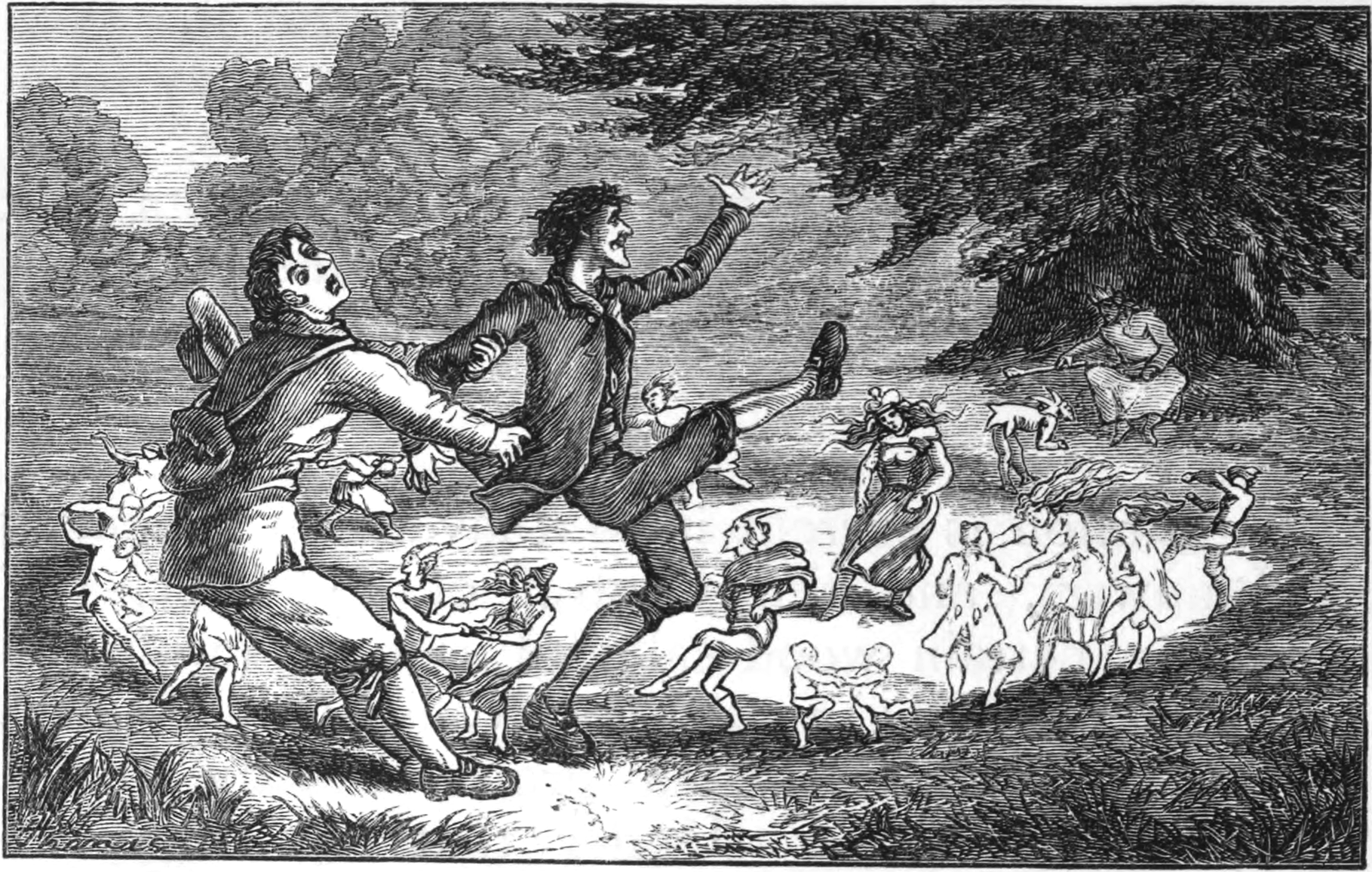
Товариш рятує від захоплення у кільце фей
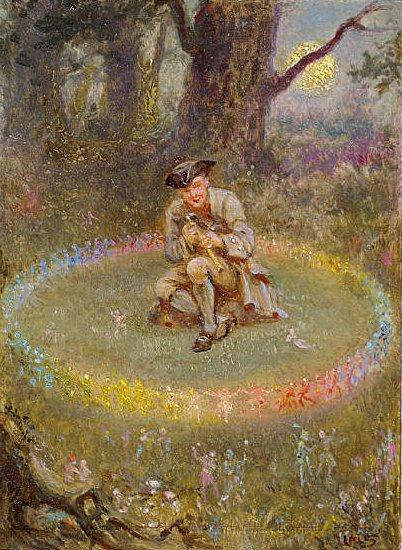
Картина англ. William Holmes Sullivan «Кільце фей чи зачарований волинник»
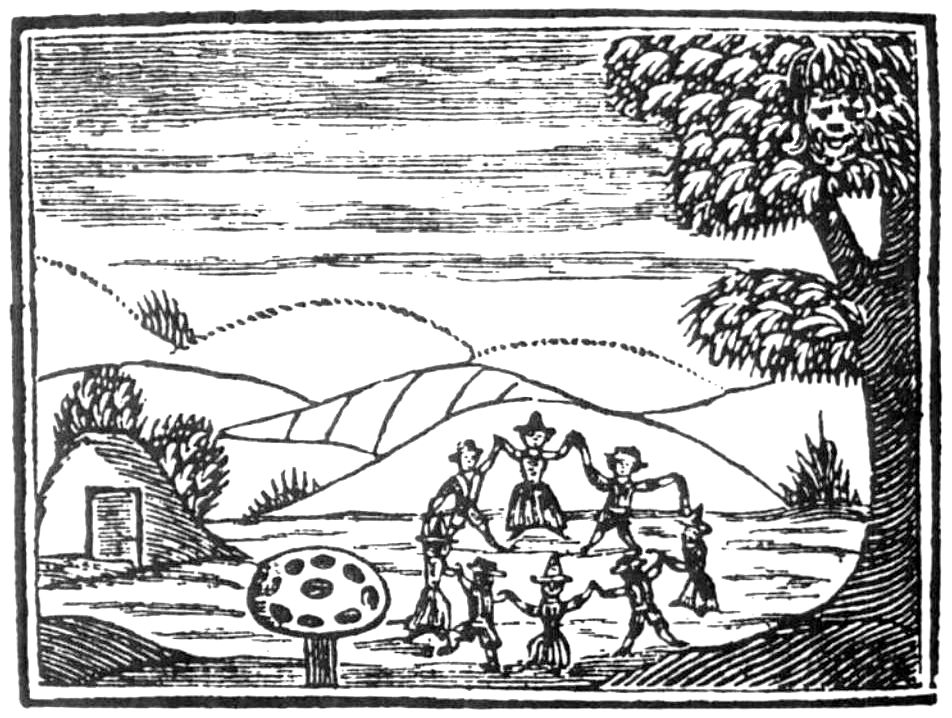
Старовинна гравюра 17 ст. із зображенням гриба, біля якого танцюють феї
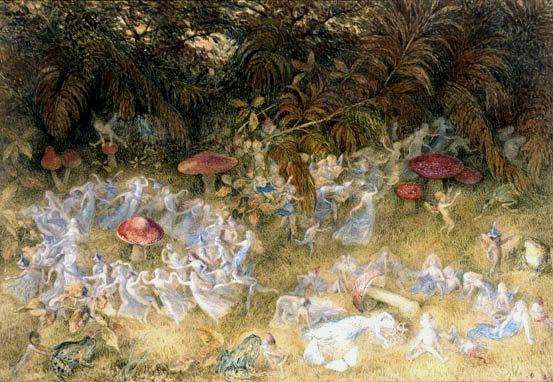
Картина англ. Richard Doyle «Феї та поганки»